# Halberstädter Straße 158

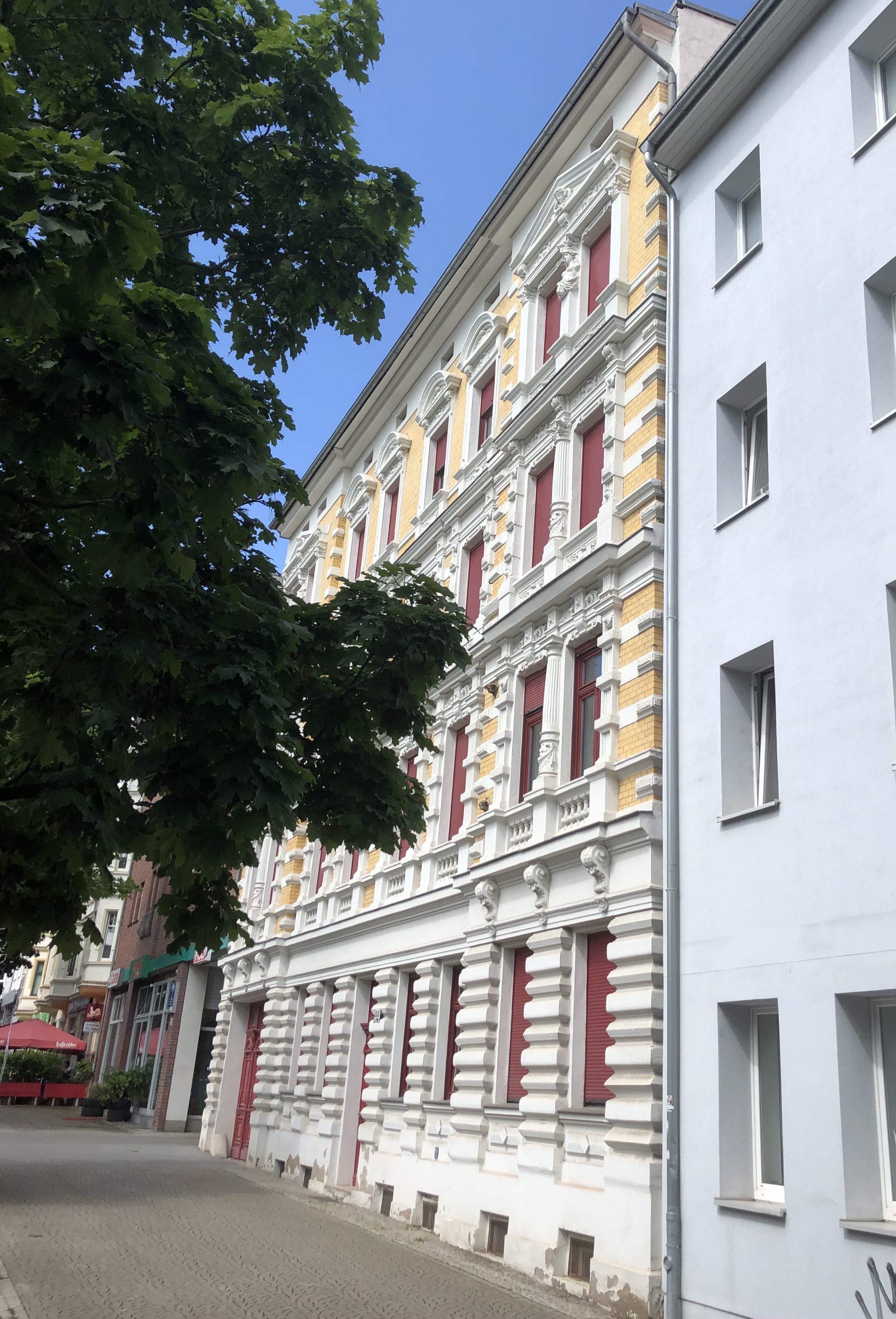
Wohnhaus Halberstädter Straße 158 im Jahr 2021

Das Gebäude Halberstädter Straße 158 ist ein denkmalgeschütztes Wohnhaus in Magdeburg in Sachsen-Anhalt.

## Lage
Es befindet sich auf der Nordseite der Halberstädter Straße im Magdeburger Stadtteil Sudenburg.

## Architektur und Geschichte
Das viergeschossige Gebäude wurde 1887 vom Bauunternehmer Wilhelm Koch errichtet. Zugleich entstanden zwei Seiten- und ein Hinterhaus. Es verfügt über ein Mezzaningeschoss. Die achtachsige Fassade des Ziegelbaus ist repräsentativ im Stil des Neobarocks gestaltet und wird horizontal von Putzbändern gegliedert. An der Erdgeschossfassade besteht eine Rustizierung. Die darüber liegende Beletage ist in den Brüstungsfeldern mit Vasenbalustern verziert. Das zweite und dritte Obergeschoss ist mit ornamentalen Schmuck und Kartuschen verziert. Die beiden äußeren Achsen treten auf beiden Seiten als flache Risalite hervor und sind mit Halbsäulen und Pilastern im Stil venezianischer Säulen samt Säulenschaft gestaltet. Darüber hinaus bestehen Karyatide. Im dritten Obergeschoss sind die Seitenrisalite jeweils durch einen Dreiecksgiebel überfangen.
Im Erdgeschoss war ein Ladengeschäft eingerichtet. 1893 erwarb der Landwirt Christian Deye das Anwesen. Im Haus waren im Laufe der Zeit unterschiedliche Unternehmen ansässig, so die Firma Wilhelm Lemme & Otto Horstmann, die sich mit der Herstellung von Fußbodenreinigungsmitteln, Lehosan, befasste. Darüber hinaus bestand hier die Bruno Deye Seiler- und Polstermaterialgroßhandlung und die Firma Paul Müller, die Polstermöbel anbot.
Im örtlichen Denkmalverzeichnis ist das Wohnhaus unter der Erfassungsnummer 094 81996 als Baudenkmal verzeichnet.
Das Gebäude gilt als städtebaulich bedeutend und wird als Zeugnis für die gründerzeitliche Bebauung des Stadtteils Sudenburg betrachtet.